# Furtivité
Pour l’article homonyme, voir furtif.

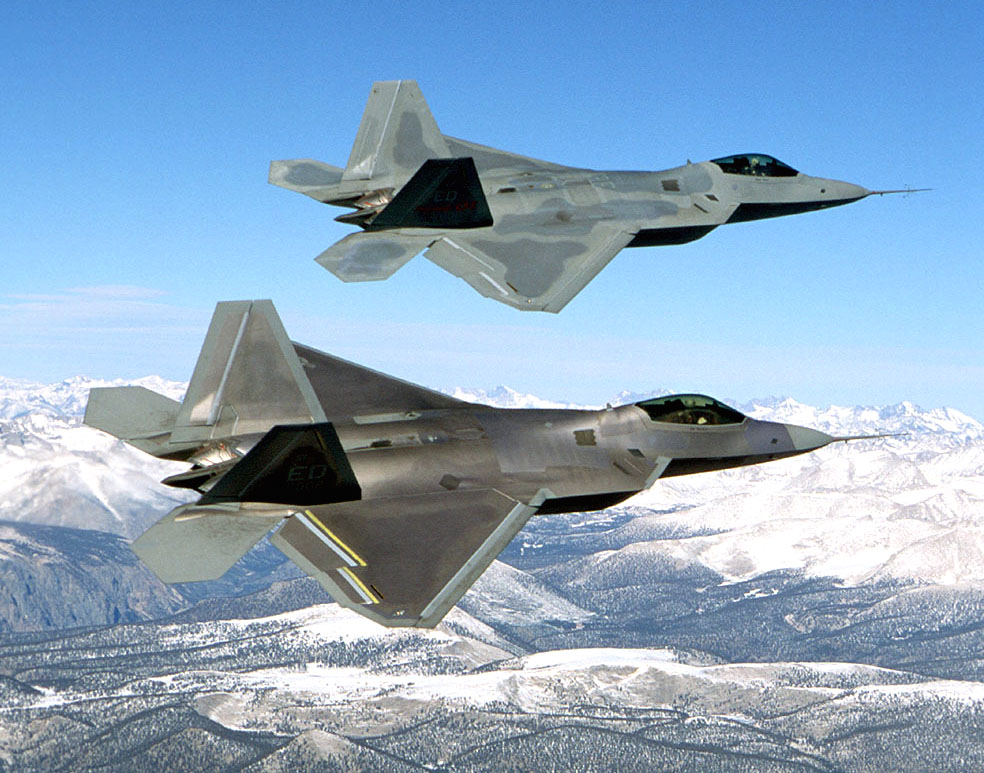
Deux chasseurs furtifs américains Lockheed Martin F-22 Raptor.

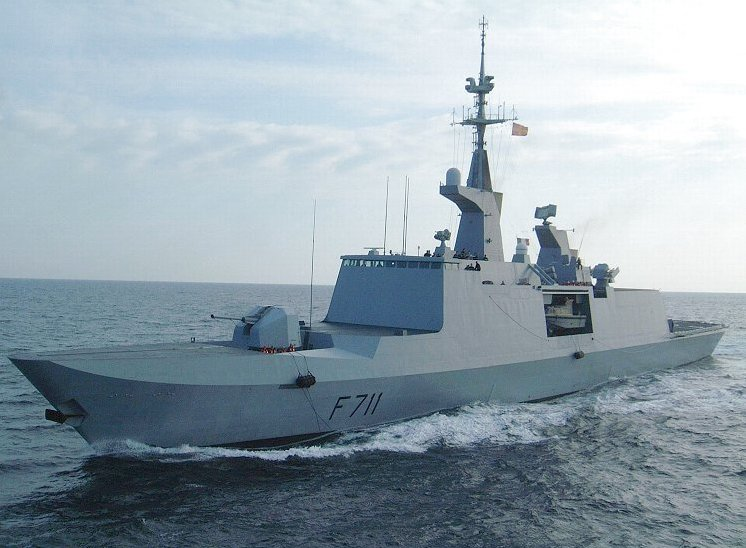
Frégate française furtive Surcouf.

La furtivité est la caractéristique d'un engin militaire conçu pour avoir une signature réduite ou banale et donc pour être moins détectable, classifiable ou identifiable.
Un engin militaire (en général navire ou aéronef) émet de l'énergie sous forme électromagnétique (radar de bord, radiocommunications, etc.), thermique (sortie du propulseur, échauffement cinétique, etc.) et acoustique (sonar actif, bruits de propulsion, d'écoulement ou d'auxiliaires) ; il reçoit de l'énergie électromagnétique (radars de détection, antennes de radio ou de télévision, etc.), thermique (soleil) et acoustique (sonars actifs) ; l'engin émet ou réémet cette énergie dans toutes les directions.
Les systèmes de détection au sol ou embarqués sur des aéronefs, navires ou armes (radars, sonars, détecteurs ESM ou IR) reçoivent une partie de cette énergie et peuvent s'en servir pour détecter, classifier, identifier et poursuivre l'appareil. La furtivité est l'ensemble des techniques utilisées pour réduire les émissions dans une direction donnée ou dans toutes les directions et donc rendre l'engin moins détectable, classifiable ou identifiable. On parle généralement de réduction ou de banalisation de la signature d'une cible.

## Histoire

### Histoire aéronautique
Jusqu'à la fin de la Seconde Guerre mondiale, avant l'invention du radar, les avions ne pouvaient être détectés qu'à vue et au son. La furtivité consistait principalement à peindre l'aéronef avec des couleurs lui permettant de se fondre dans l'environnement : camouflage de couleur brun-vert ou brun-jaune sur le dessus des appareils utilisés au-dessus de zones cultivées ou désertiques et peinture grise ou gris-bleu au-dessous. L'allongement des tubulures d'échappement, sur les avions ayant des missions nocturnes, pour éviter les sorties de flammes allait aussi dans ce sens.
L'amélioration, pendant la période de la Guerre froide, des moyens de détection électromagnétiques puis infrarouge a entraîné la nécessité de diminuer les émissions dans ces deux spectres de fréquences. Ce n'est qu'à partir des années 1970, quand la puissance de calcul des ordinateurs se développa, qu'il devint possible de calculer la surface équivalente radar. Les premiers aéronefs développés pour étudier les concepts de furtivité furent les démonstrateurs Lockheed Have Blue et Northrop Tacit Blue. Ceux-ci aboutirent à la construction en série du chasseur-bombardier F-117 et du bombardier stratégique Northrop B-2 Spirit.
Tous les aéronefs à usage militaire sont maintenant conçus pour avoir des signatures radar et infrarouge les plus faibles possible sans trop compromettre les qualités de vol de l'appareil.
La furtivité radar est caractérisée par un chiffre : la surface équivalente radar (SER). C'est la valeur de la surface plane qui renverrait la même énergie que l'aéronef. En l'absence de traitement, la SER d'un avion est de l'ordre de plusieurs dizaines de mètres carrés ; après traitement, on obtient des valeurs de l'ordre du mètre carré voire moins. Certains avions tels que le Lockheed Martin F-22 Raptor de l'USAF auraient des SER équivalentes à celles des oiseaux mais les chiffres réels sont évidemment tenus secrets par les constructeurs.

## Technique

### Aéronefs
Un aéronef, pour être le plus discret possible doit tenir compte de plusieurs facteurs pour ne pas être détecté. Les systèmes de détection étant divers l'aéronef doit éviter d'être repéré par les radars (discrétion radar), éviter de générer trop de chaleur (discrétion thermique), éviter d'être capté par un télémètre (discrétion laser), éviter d'être vu (discrétion visuelle), éviter d'être entendu (discrétion acoustique) et éviter d'être repéré par un détecteur en émettant lui-même des ondes radars.

#### Discrétion radar

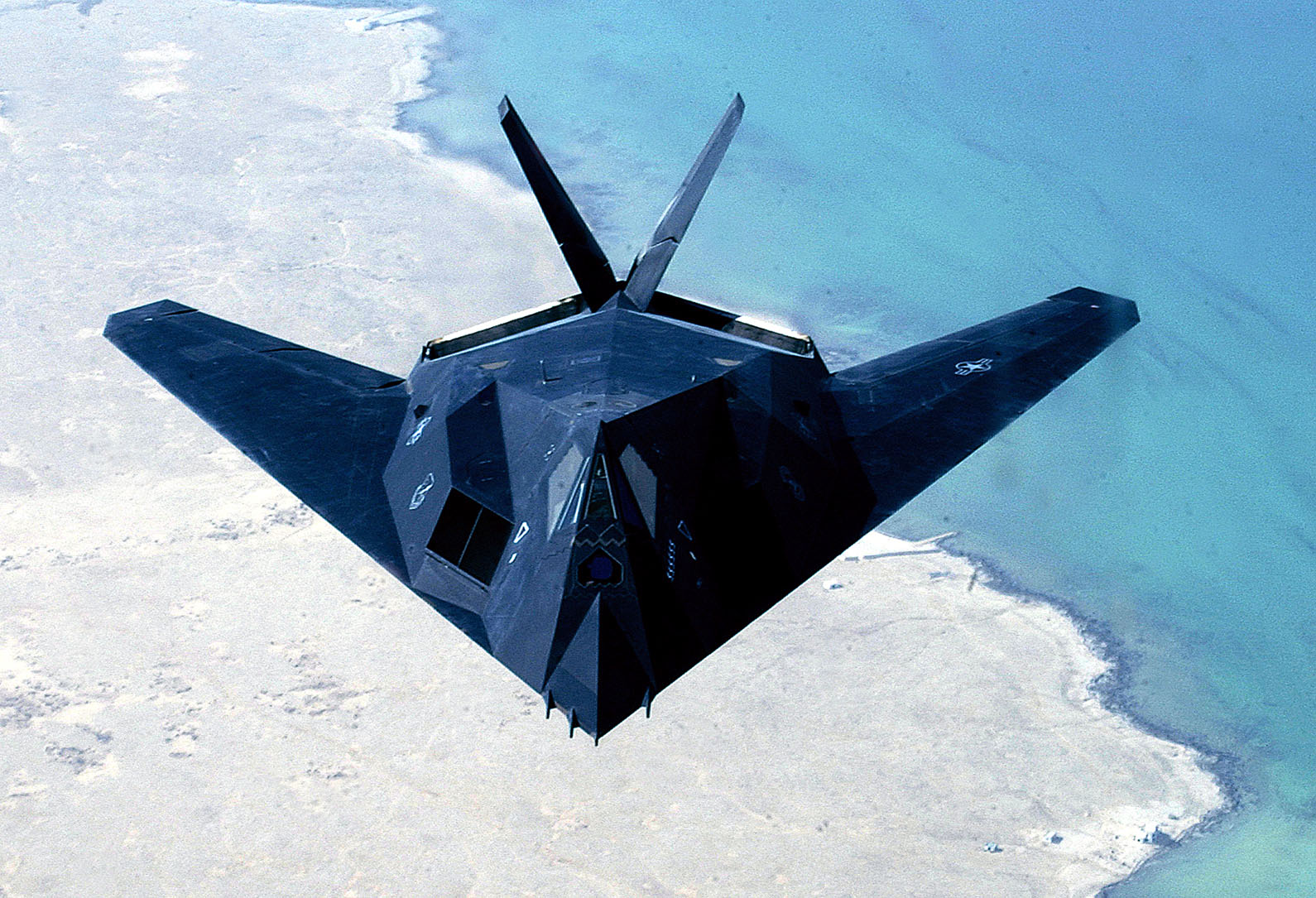
Un Lockheed Martin F-117 Nighthawk. Exemple d'avion basé sur la furtivité radar passive, par sa forme et son revêtement.

Trois formes de furtivité permettent de tromper les radars :
La furtivité radar passive, où la structure de l'appareil est conçue pour se soustraire aux ondes radar. On cherche ainsi à réduire la signature d'un appareil en réduisant sa surface équivalente radar par deux moyens :
- D'ordre géométrique : suppression des formes en dièdre qui concentrent l'énergie et remplacement par des formes arrondies (diffusion de l'énergie) ou par des formes planes (émission dans une direction privilégiée) ; leur but est de renvoyer les ondes radar dans d'autres directions que celles de l'émetteur.
- Avec des matériaux absorbants. L'énergie reçue est transformée sous forme de chaleur, ce qui limite la puissance des ondes radar réfléchies : donc fait baisser la signature radar mais augmente la signature thermique. Ces matériaux sont des isolants aux propriétés diélectriques ou magnétiques spécifiques, quantifiées par leur permittivité électrique (notée {\displaystyle \epsilon }) ou leur perméabilité magnétique (notée {\displaystyle \mu }). Ces paramètres, qui dépendent de la fréquence, sont des nombres complexes (au sens mathématique, c’est-à-dire qu'on les représente avec une partie réelle et une partie imaginaire). La partie imaginaire représente les pertes, donc la conversion de l'énergie électromagnétique incidente en chaleur.

Exemple d'avions utilisant la furtivité passive : le F-117, le B-2, le F-22, le F-35, le Su-57

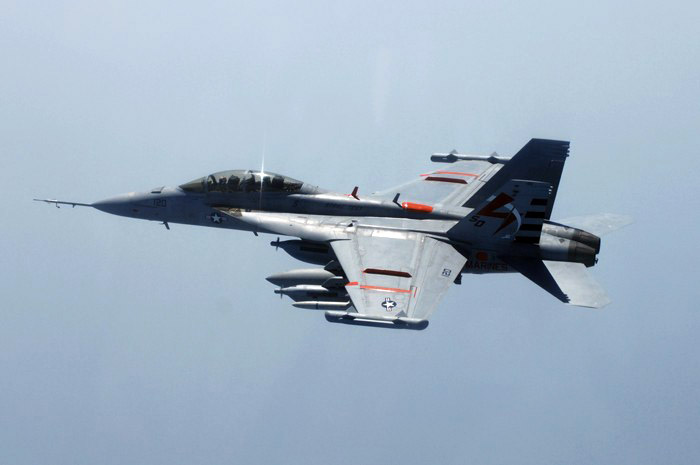
Un chasseur EA-18G Growler, capable de brouiller les radars.

La furtivité radar active, où un dispositif dans l'appareil agit pour induire un radar en erreur. Pour donner une image l'« invisibilité » est ici obtenue en aveuglant le détecteur.
- leurrage, un système de contre-mesure utilisé comme autodéfense. Particulièrement utilisé pour tromper le guidage des missiles.
- brouillage, des signaux radioélectriques sont intentionnellement émis pour interférer dans le fonctionnement d'un radar, en saturant son récepteur, avec un bruit puissant, ou avec de fausses données.
- suppression active, qui consiste à empêcher un radar de détecter une cible en renvoyant un signal avec la même fréquence que le signal reçu, mais décalé précisément d’une demi-longueur d’onde. L’énergie atteignant le radar n’a alors plus aucune fréquence et ne peut être détectée[3].
- Plasma stealth, qui consiste à entourer l'avion d'un champ de plasma qui absorbe les ondes radar. Une technique encore à l'étude.

Exemple d'avions utilisant la furtivité active : le Rafale et son SPECTRA (leurrage, brouillage, suppression active), l'EA-18G Growler un avion de guerre électronique (leurrage, brouillage).

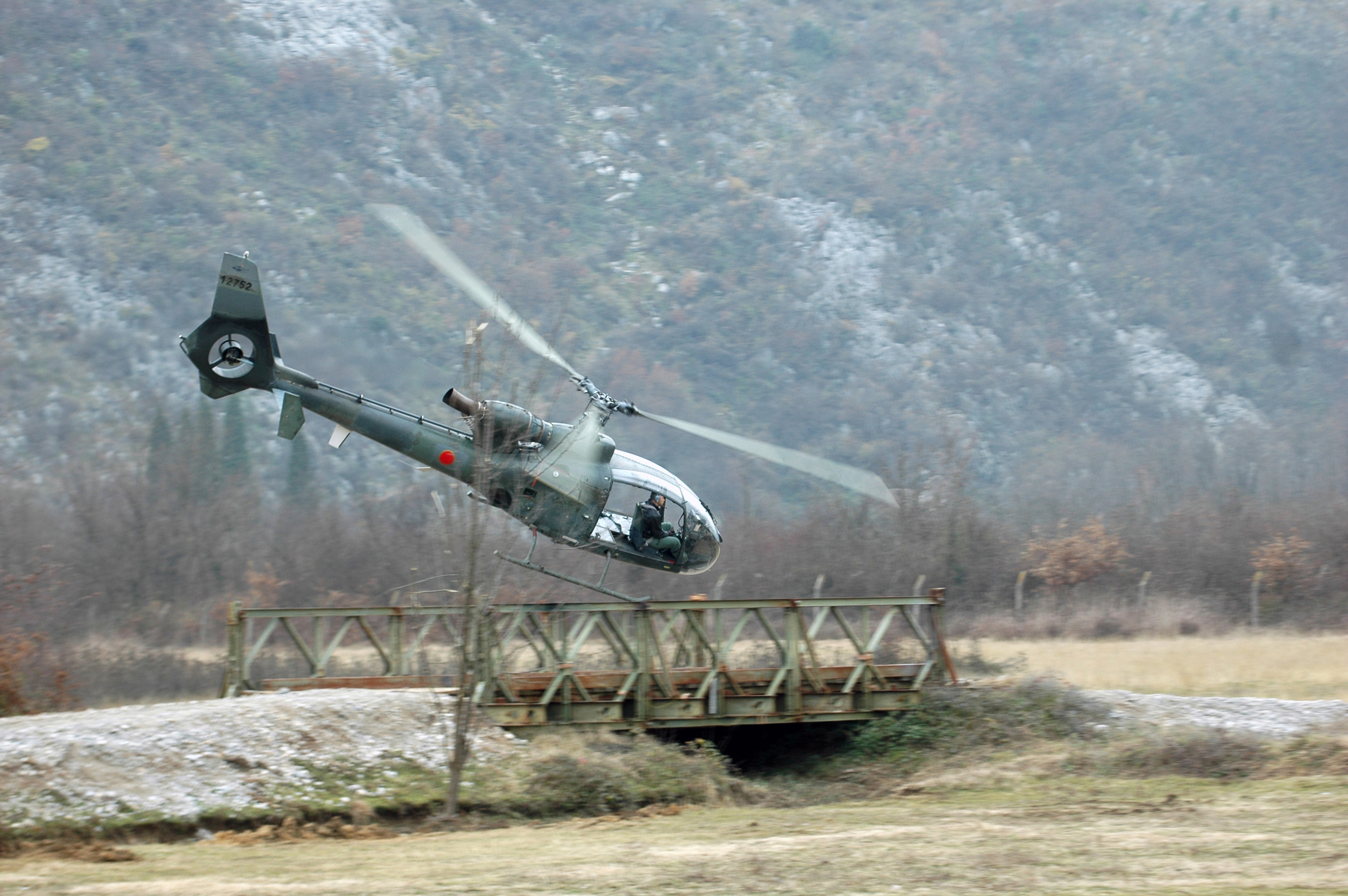
Un hélicoptère Gazelle en vol tactique.

La furtivité radar tactique, où l'on adapte la conduite de l'appareil afin d'échapper aux ondes radars. Le vol à basse altitude permet notamment d'échapper aux ondes radars en se dissimulant derrière le relief terrestre. Pour un hélicoptère on parlera alors de VOLTAC, c'est-à-dire vol tactique à moins de 50 mètres du sol, très pratiqué à l'ALAT. Le vol à très haute altitude peut également permettre d'échapper aux radars, ou au moins d'être hors de portée des missiles, tout comme une très grande vitesse.
- Système de suivi de terrain, un ensemble de capteurs aident le pilote à évoluer au plus près du sol, sous la couverture radar.

Exemple d'avions utilisant la furtivité tactique : le Rafale (pénétration à basse altitude et haute vitesse, utilisation des couches d'humidité et de température, vol lent pour tromper les radars Doppler), le U-2 (vol à haute altitude), le SR-71 (vol à grande vitesse).
Le développement des techniques de furtivité radar a pour corollaire de nouveaux développements des techniques de détection. L'une d'entre elles consiste à concevoir un radar de contre-furtivité composé de radar multi-émetteur, une autre (radar passif) à utiliser les ondes des multiples émetteurs existants (télévision, etc.).
Des radars passifs anti-furtivité qui évoluent, se miniaturisent et peuvent être embarqués.
Ce développement des techniques de détection radar est tellement rapide qu'il menace de rendre la furtivité radar passive obsolète à moyen terme.

#### Discrétion thermique

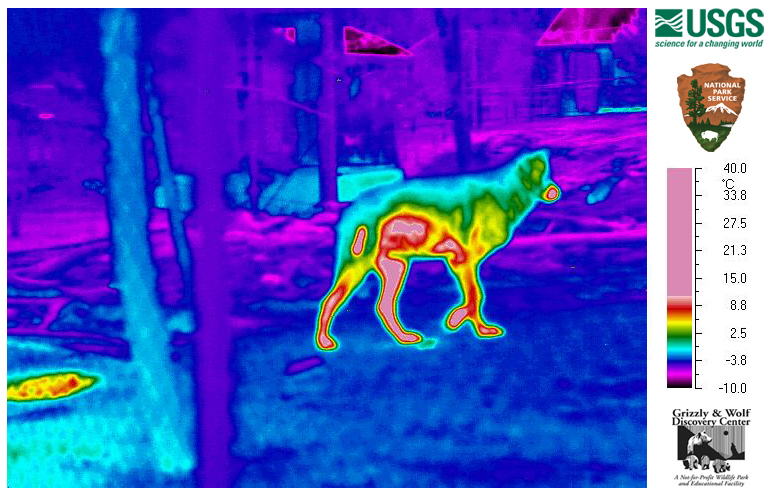
Vision thermique d'un loup.

Tout aéronef produit de la chaleur, principalement par son moteur mais aussi par friction de l'air, particulièrement à haute vitesse. Il génère donc une forte signature thermique mesurable et détectable par capteur infrarouge (caméra thermique). Il est possible d'estimer la signature infrarouge d'un aéronef, appelée SIR. Certains aéronefs ont des capteurs infrarouge intégrés, comme le Rafale, qui peut comme cela détecter des avions hostiles à 100 km. Afin de demeurer discret la technique va donc être d'opérer une réduction de la signature thermique.
Par exemple sur l'hélicoptère de combat Tigre les gaz d'échappement en sortie de tuyère sont dilués et déviés : tout d'abord mélangés (sous un capot appelé dilueur/déviateur de jet, DDJ) à de l'air froid capté de manière dynamique par des entrées d'air séparées de celles des moteurs puis dirigés vers le haut face au souffle du rotor principal qui les dilue encore une fois. De plus des peintures à faible émission, qui diffusent la chaleur plus rapidement, sont appliquées sur les parties les plus chaudes.

#### Discrétion laser
Cette discrétion vise à échapper au ciblage d'un télémètre. Télémètre utilisé pour désigner une cible et viser avant un tir de missile, ou de canon. On parle dans ce domaine de furtivité de signature équivalente laser (SEL).

#### Discrétion visuelle

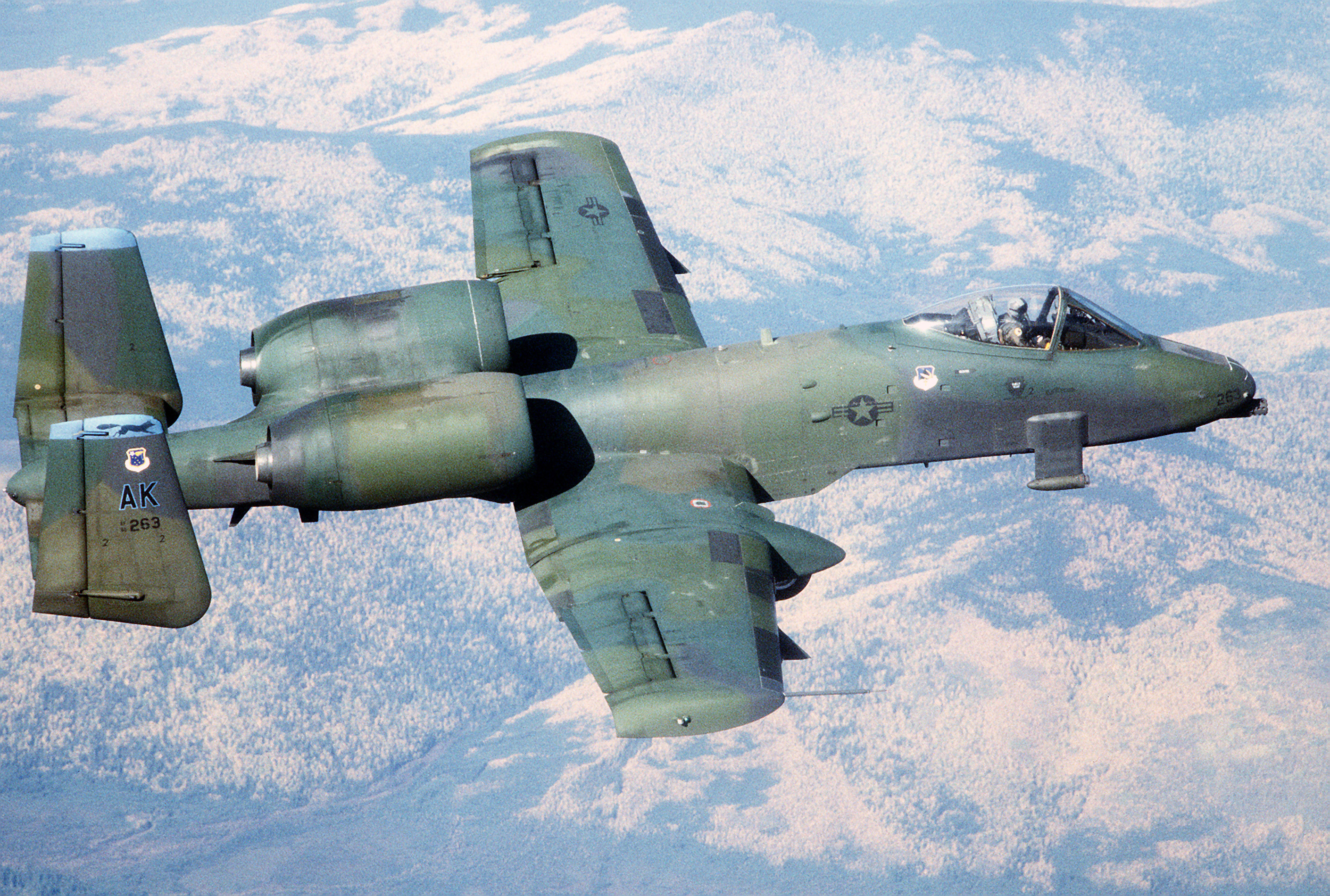
Un avion d'attaque A-10 Thunderbolt II aux couleurs locales.

Afin d'être vu le moins loin possible, par l’œil humain ou des moyens optiques plus sophistiqués comme l'optronique, un aéronef tient compte de plusieurs facteurs. La taille bien évidemment, plus il sera petit plus il sera difficile à voir, mais aussi la forme et la couleur. Les contrastes avec le milieu ambiant sont évités et on utilise en cela un camouflage. La fumée se dégageant des moteurs étant très visible elle est réduite sur les aéronefs modernes. La discrétion visuelle est particulièrement importante pour les avions d'appui aérien rapproché, comme le A-10, qui peuvent être tirés à vue par la DCA. Il est possible d'augmenter cette discrétion visuelle par des moyens tactiques, comme l'intervention de nuit.

#### Discrétion acoustique
Les aéronefs étant assez bruyants ils peuvent être repérés par leur son, à basse altitude et à vitesse réduite, par l'oreille humaine ou par des capteurs acoustiques, comme le SmarTek Systems SAS-1.
Les avions basés sur une furtivité radar passive sont en général plus bruyants que les autres car leurs formes sont moins aérodynamiques et parce qu'étant plus massifs, car devant emporter leur armement en soute, ils nécessitent des moteurs plus puissants. La discrétion radar passive se fait donc au détriment de la discrétion acoustique.
La signature acoustique des hélicoptères peut être réduite grâce à des pales aux formes adaptées. Par exemple les pales dites Blue Edge, sont extrêmement profilées, et ont des extrémités qui ressemblent un peu à des boomerangs. Le département de marketing d'Airbus Helicopters déclare que ce système permet une réduction du bruit de 50 % par rapport aux appareils actuels.

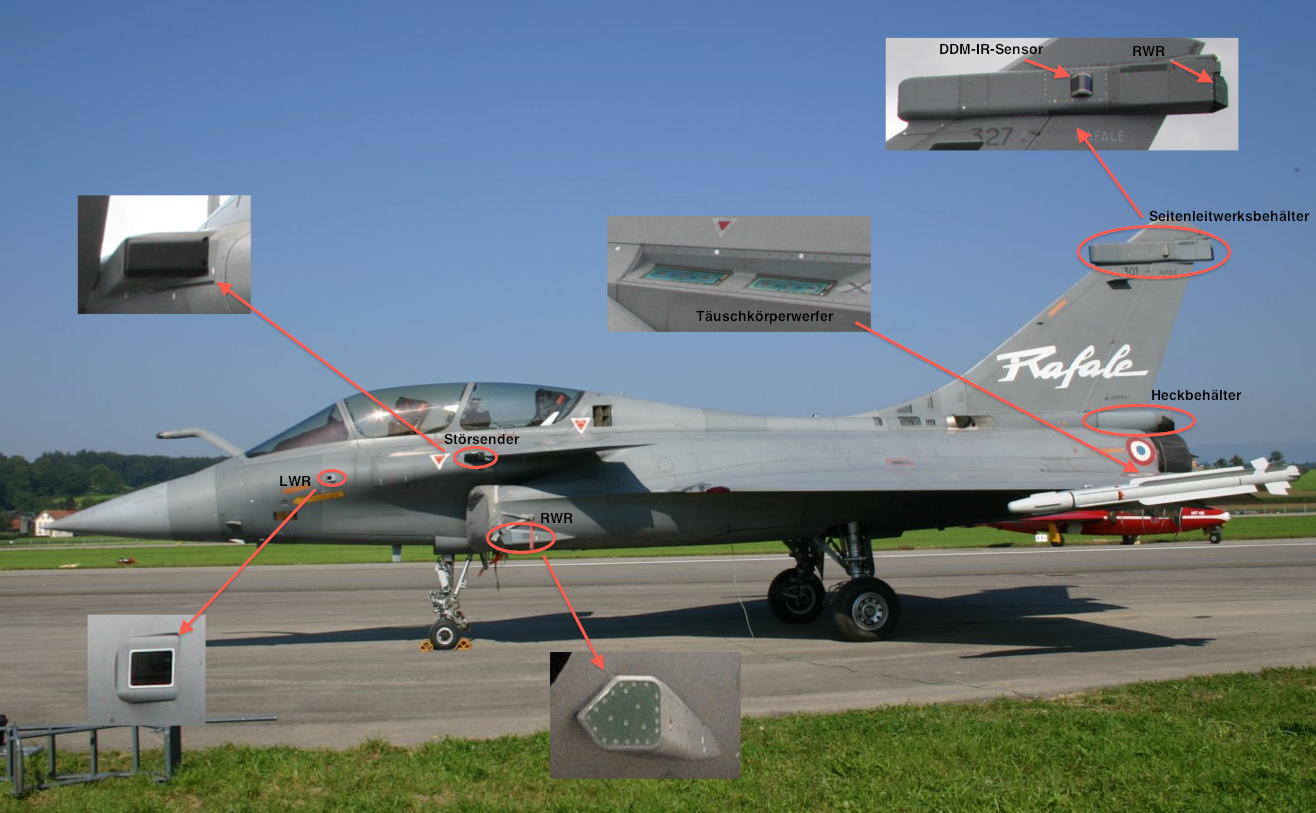
Détecteurs SPECTRA du chasseur Dassault Rafale, pouvant localiser une cible grâce à ses émissions.

#### Discrétion des émissions
Un aéronef pouvant être détecté en émettant des ondes radar par un système d'alerte radar ses capteurs peuvent être adaptés de différentes manières :
- radar discret : comme le radar du F-22 qui change de fréquence plus de 1 000 fois par seconde de façon à réduire les chances que ses émissions soient interceptées. Cependant, même discrète, une telle émission a toujours des chances de faire repérer l'appareil.
- capteur indétectable : comme le capteur infrarouge de l'OSF du Rafale. Un avantage certain compensé par une portée inférieure. Par exemple sur le Rafale le radar RBE2-AESA a une portée de 200 km tandis que son capteur infrarouge porte à 100 km.
- avion radar : un autre avion se charge de la surveillance radar et transmet les informations obtenues, comme un AWACS via liaison 16. Le risque de détection est ainsi transféré sur l'avion radar, en général mieux protégé, situé plus loin de la zone d'affrontement.

### Navires de guerre

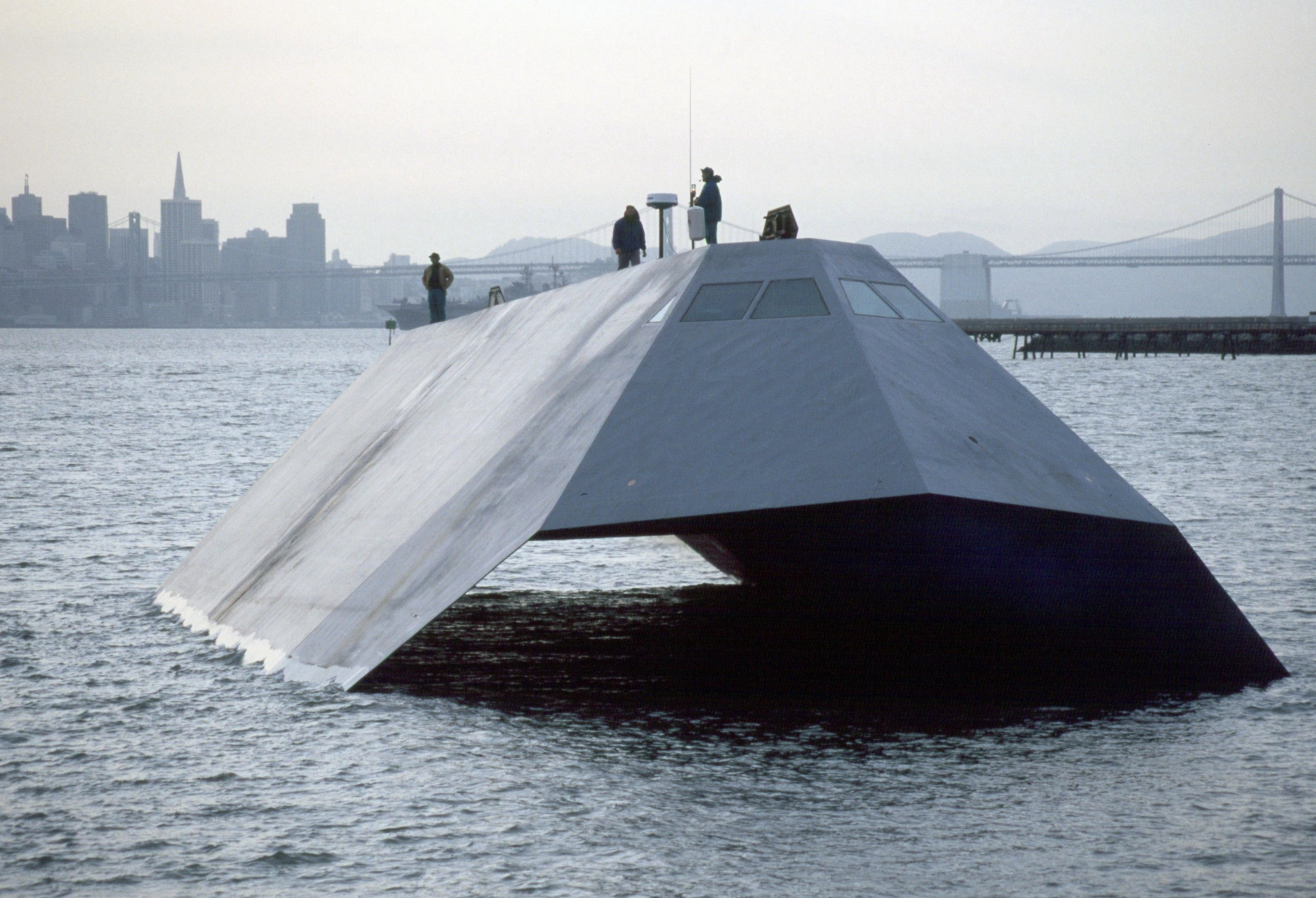
Le Sea Shadow (IX-529).

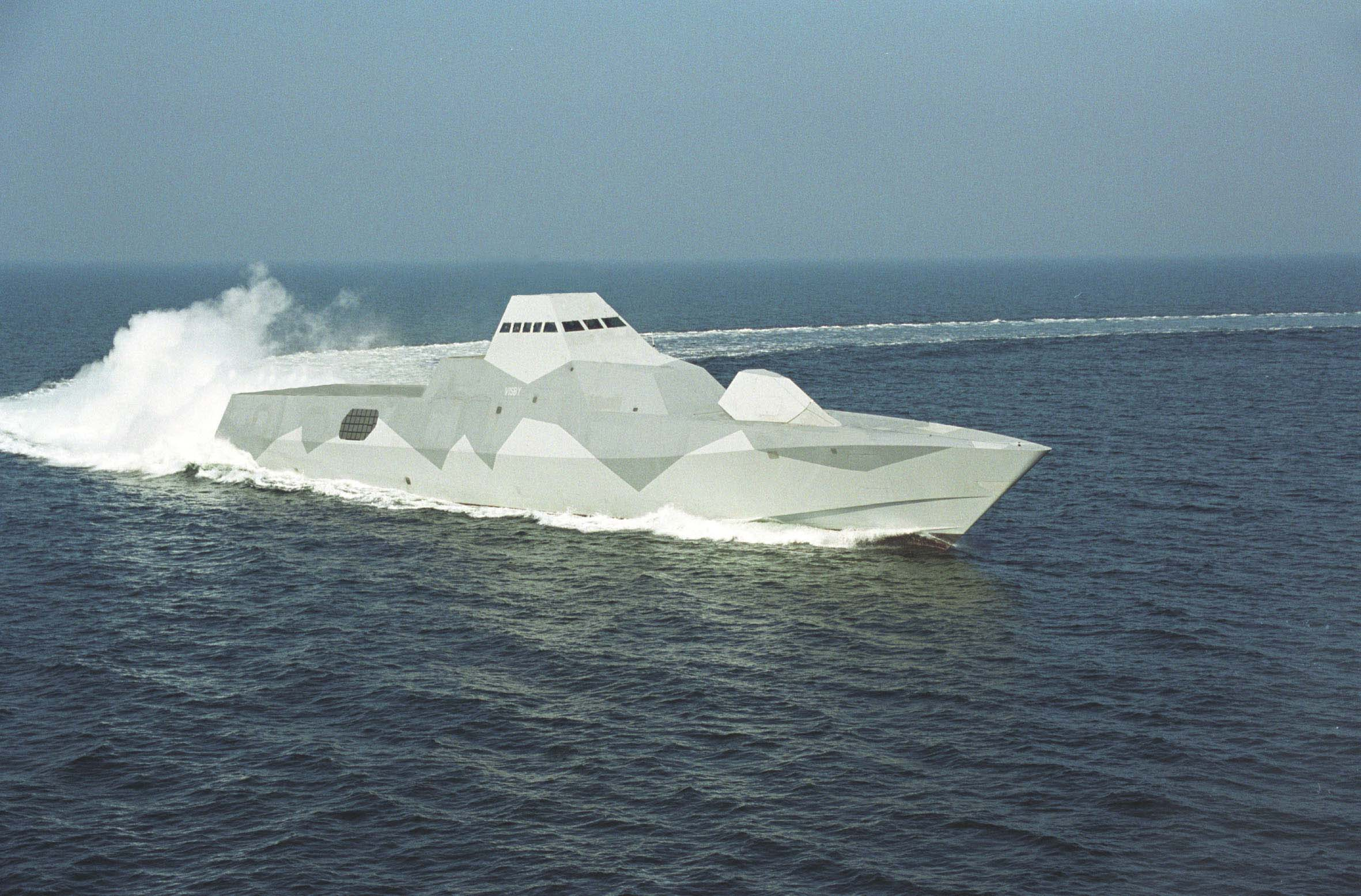
Corvette furtive suédoise de classe Visby (Source Kockums AB).

À la fin des années 1980, des études ont porté sur les bateaux furtifs. Le plus connu est le Sea Shadow (IX-529), catamaran furtif développé par Lockheed Martin Missiles and Space en 1985. D'une longueur de cinquante mètres, il peut atteindre la vitesse de treize nœuds.
La France a depuis 1997 ses frégates furtives, de classe La Fayette. Dans les deux cas, la diminution de la SER est obtenue par l'utilisation de grandes plaques planes métalliques ou revêtues de peinture absorbante, qui renvoient l'énergie électromagnétique du radar dans d'autres directions. Elles sont orientées pour traiter aussi bien les radars d'autres navires que ceux d'avions ou de missiles air - mer. L'utilisation de dispositifs électroniques est possible mais aucune information sur ce sujet n'est disponible.
Depuis, la furtivité navale s'est développée et est prise en compte à un degré ou un autre dans la conception des navires militaires de nombreuses nations.

### Sous-marins

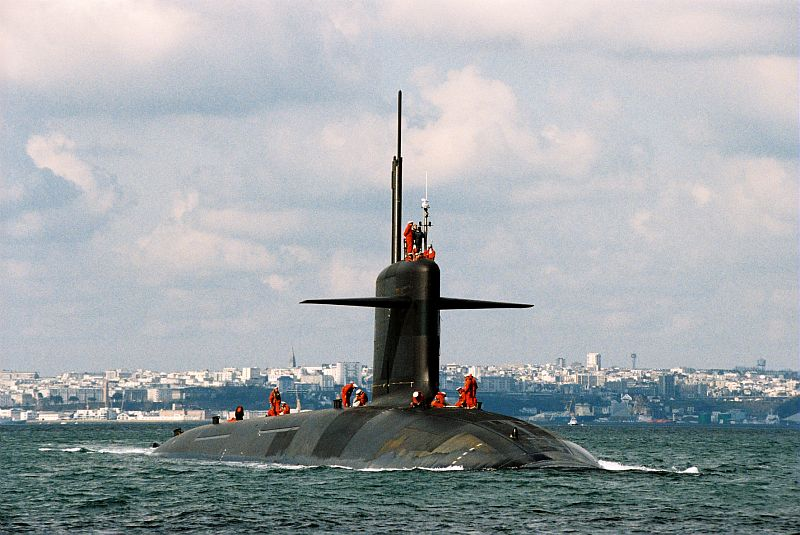
Sous-marin nucléaire lanceur d'engins Le Vigilant, un navire de classe Le Triomphant.

Les sous-marins nucléaires lanceurs d'engins constituent un excellent exemple de furtivité, leur fonction principale étant de rester indétectables plusieurs semaines ou plusieurs mois de suite.
La furtivité électromagnétique (y compris thermique et optique, qui sont des manifestations électromagnétiques à des fréquences particulières) est simplement obtenue par le maintien du sous-marin en immersion, l'eau de mer ne permettant pas aux ondes électromagnétiques de se propager à plus de quelques mètres, et par l'absence totale d'indiscrétions (émissions radio, radar, usage du périscope, etc.).
La furtivité acoustique est obtenue par la combinaison de plusieurs techniques.
La furtivité vis-à-vis des sonars actifs est obtenue par l'utilisation de revêtements anéchoïques dont la première utilisation eut lieu sur des U-boot durant la seconde guerre puis reprit à partir des années 1970 dans les marines modernes.
La réduction des bruits d'écoulement est obtenue par une coque parfaitement profilée où tous les équipements de servitude sont intégrés au profil ou masqués sous des trappes elles-mêmes intégrées au profil.
La réduction des bruits de propulsion a d'abord été obtenue par la multiplication du nombre de pales de l'hélice et l'optimisation de leur forme (visant à diminuer ou annuler le phénomène de cavitation très bruyant), puis par l'utilisation d'une hélice carénée (pompe-hélice). Le moteur électrique, directement couplé à l'arbre de transmission, est par lui-même considérablement plus silencieux qu'un diesel ou un turbopropulseur et de plus ne nécessite pas un réducteur dont les roues dentées auraient une signature acoustique caractéristique.
Les bruits en provenance de l'intérieur du SNLE sont réduits d'une part à la source, d'autre part en les empêchant d'exciter la coque :
- utilisation préférentielle du courant continu par rapport au courant alternatif,
- refroidissement des appareils électroniques par des drains thermiques refroidis par une circulation lente d'eau plutôt que des radiateurs refroidis par des ventilateurs,
- suspension sur silentblocs de tous les équipements susceptibles d'émettre des vibrations,
- aucun équipement n'est directement fixé à la coque: tous les équipements externes (antennes, etc) sont montés sur silentblocs, tous les équipements internes sont fixés sur un des ponts du navire,
- tous les ponts du navire sont suspendus à la coque par un petit nombre de silentblocs géants,
- un système de surveillance de l'état acoustique permet de détecter toute vibration qui atteint la coque et de localiser son origine.

Des rasoirs particulièrement silencieux auraient même été développés spécialement pour l'équipage de ces sous-marins. Le résultat est un navire plus silencieux que le bruit de fond de la mer par beau temps.
Les sous-marins furtifs peuvent être détectés par la bioluminescence induite quand ils passent au niveau d'un nuage de phytoplancton produisant cette lumière.

### Véhicules blindés

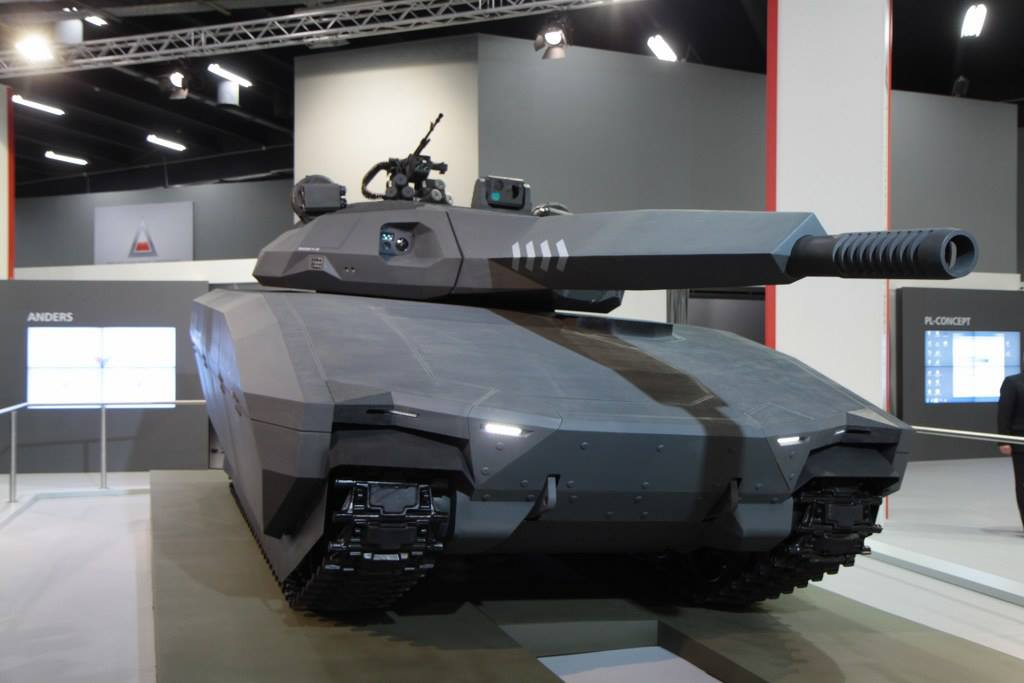
Le prototype de démonstration du char PL-01 lors de l'Exposition internationale de l'industrie de défense à Kielce en Pologne en septembre 2013.

Plusieurs projets de véhicules terrestres ayant des éléments de furtivité ont eu lieu depuis, au moins, les années 1990. L'AMX-30 a également été utilisé comme un banc d'essai pour plusieurs techniques furtives, y compris le refroidissement par air des surfaces de la caisse et l'utilisation de camouflage visuel. Ce prototype est connu sous le nom de Démonstrateur Furtif à Chenille. Sa caisse et la tourelle sont entièrement couverts par une superstructure construite de plaques inclinées en matériau absorbant radar
En 2000, une entreprise biélorusse a ainsi présenté un prototype d'un véhicule de combat, nommé 2T Stalker (en), ayant une architecture furtive.
Dans les années 2010, un autre projet de prototype de char de combat principal furtif, le PL-01, est développé par le centre de recherche polonais OBRUM avec le soutien du groupe britannique BAE Systems.
Le projet-concept du véhicule est dévoilé en 2013 lors du Salon international de l'industrie de la défense (MSPO-2013) à Kielce en Pologne, le 2 septembre 2013. Un prototype complet devrait être achevé en 2016, le projet devant être finalisé et approuvé à la suite d'une évaluation, la production de masse étant prévue pour débuter en 2018. Le système de camouflage thermique du char se base sur la technique ADAPTIV développée par BAE Systems,.
D'autres systèmes similaire à ADAPTIV sont également en cours de développement de par le monde dans les années 2010, entre autres en Israël sous le nom d'IRAP (Invisible Reactive Armor Protection), ainsi qu'aux États-Unis.

## Inconvénients et compromis

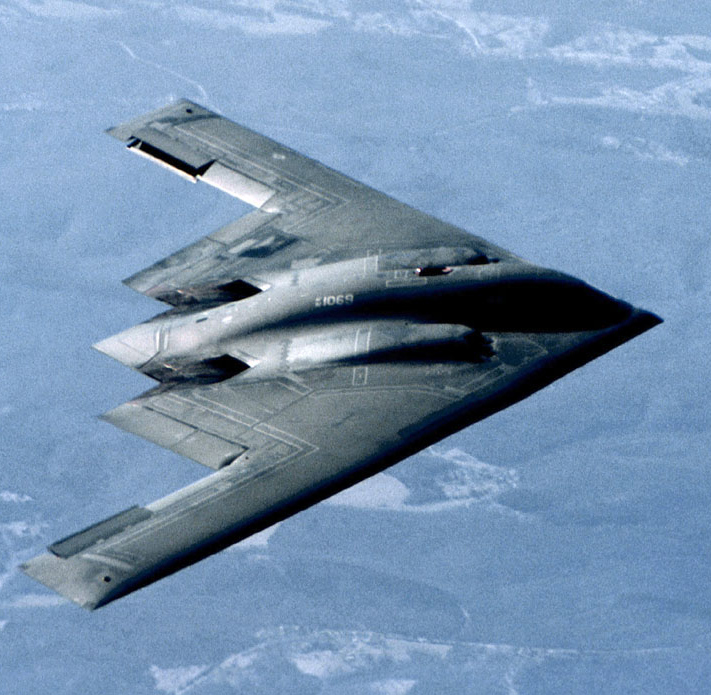
L'avion le plus cher de l'histoire, le bombardier furtif Northrop B-2 Spirit.

La furtivité a un coût direct d'étude, de développement et de production très élevé. Le Northrop B-2 Spirit coûte officiellement plus de 2 milliards de dollars l'unité, ce qui est beaucoup plus qu'un autre bombardier américain, le Rockwell B-1 Lancer, revenant à environ 300 millions de dollars par unité, et qui intègre lui aussi des éléments pour réduire sa signature radar mais à un moindre niveau. Le programme d'hélicoptère d'assaut furtif RAH-66 Comanche a été abandonné à la suite de l'inflation du budget nécessaire à sa réalisation.
La furtivité exige une maintenance sévère : les peintures et les revêtements des appareils doivent être entretenus et changés régulièrement pour rester efficaces. Ceux-ci sont très fragiles et les intempéries, par exemple, peuvent compromettre la furtivité, même au cours d'une mission. Un Lockheed Martin F-35 nécessite ainsi 50 heures de maintenance par heure de vol là où un Rafale n'en nécessite que 8, ce qui se traduit sur le terrain par une disponibilité bien moindre : un Rafale pourra voler plusieurs heures par jour alors qu'un F-35 ne pourra voler qu'une seule heure tous les deux jours. Ce besoin accru de maintenance rend, paradoxalement, l'avion furtif moins discret, une source de l’armée de l’air française signalant ainsi qu'« il est très facile de repérer une mission de B-2. Lorsque l’USAF décide de l’employer, nous le savons aussitôt à cause du niveau très inhabituel d’activités, de procédures, de soutien logistique, de soutien très spécifique d’ailleurs, déployé dans des zones très resserrées »[réf. nécessaire].
La furtivité a aussi un coût indirect sur le caractère opérationnel des aéronefs et des navires. Les formes en facettes des avions, par exemple, dégradent les performances aérodynamiques, aboutissant à des avions plus lents, volant moins haut, moins manœuvrables, consommant plus de kérosène pour une charge utile plus faible. Les formes en facettes des œuvres mortes des corvettes et frégates furtives rendent le pont inutilisable pour les manipulations des apparaux qui doivent se faire à partir de fenêtres de taille réduite, et induisent des contraintes importantes sur la géométrie et le positionnement des aériens.

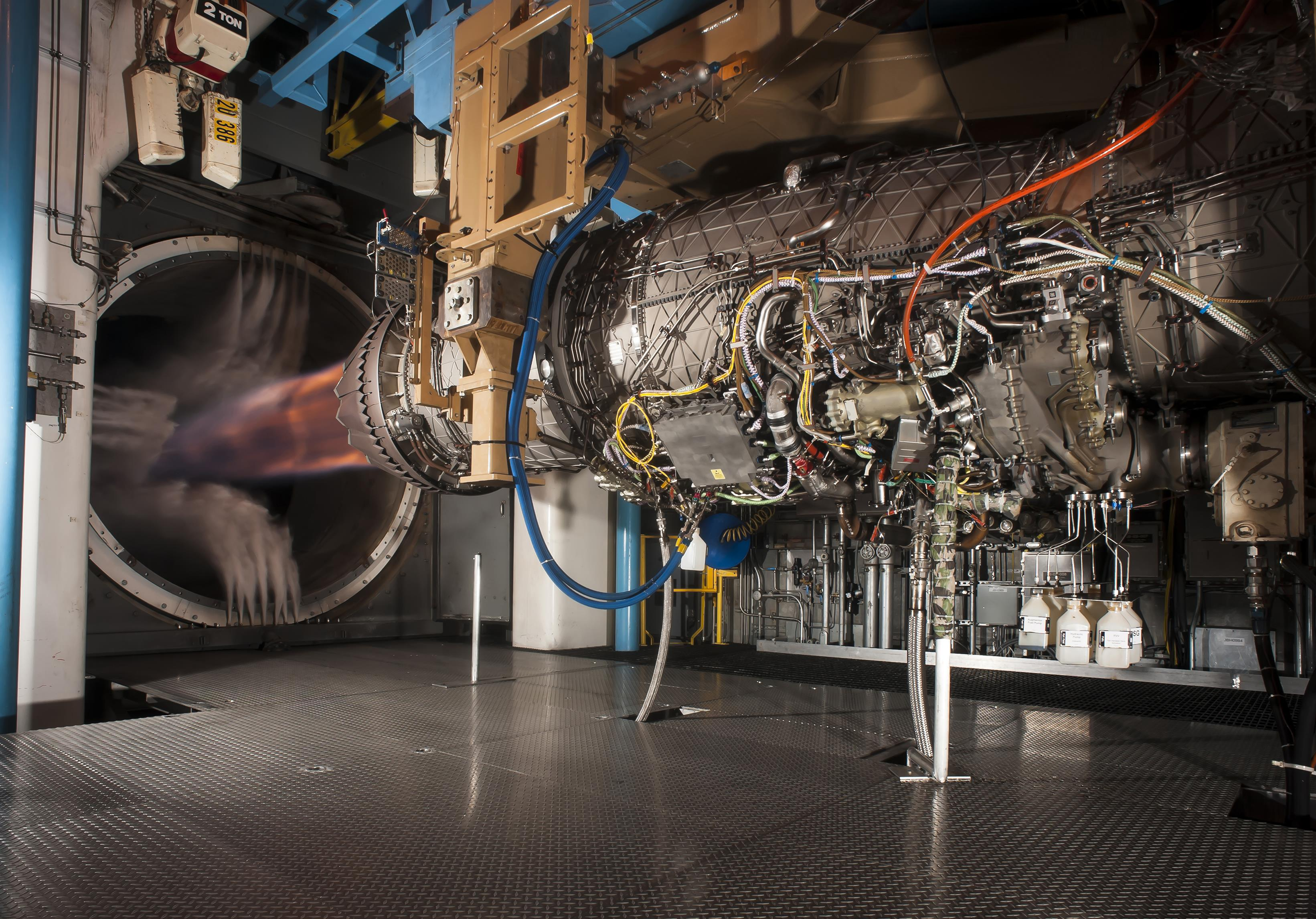
Moteur Pratt & Whitney F135 du F-35.

Mais le coût indirect peut même se traduire par des conflits entre plusieurs formes de furtivité. La forme en facettes pourrait être utilisée pour réduire la signature des sous-marins vis-à-vis des sonars actifs, mais elle se traduirait par une telle chute de la navigabilité et surtout une telle dégradation de la signature vis-à-vis des sonars passifs qu'elle n'est jamais utilisée. Plus étonnant, la capacité à réfléchir très peu d'énergie, importante contre les senseurs actifs, atteint maintenant un stade où les sous-marins et aéronefs peuvent être trahis par le « trou » qu'ils provoquent dans le bruit de fond enregistré par les détecteurs passifs.
Dans le domaine de l'aviation, la furtivité radar passive par la forme exige un emport d'armes interne, c'est-à-dire en soute. Cela fait mécaniquement augmenter la taille de l'appareil, qui va devoir avoir des moteurs plus puissants, donc plus gros pour compenser l’embonpoint, ces moteurs émettant plus de chaleur, faisant ainsi augmenter la signature thermique de l'appareil. Ainsi, si le F-35 dispose d'une furtivite radar nettement meilleure que la moyenne, il est plus facilement détectable que ses concurrents vis à vis des capteurs infrarouge.